# Кнаак, Ричард
Ричард Кнаак (англ. Richard Knaak) — американский писатель-фантаст. Родился в Чикаго 28 мая 1961 года. Сначала он зачислился в Иллинойсский университет в Урбане-Шампейне на факультет химии, но потом перешёл на риторику и окончил университет с дипломом бакалавра риторики и философии. Далее он работал заведующим складом, был почтовым служащим.
Будущий фантаст влюбился в цикл Андре Нортон о «Колдовском мире». В ходе чтения он также обнаружил для себя таких великих авторов, как Желязны с его «Хрониками Амбера», Эдгара Р. Берроуза, Эдгара По, которые, по его словам, оказали на него максимальное воздействие.
Первый свой рассказ Ричард продал издателям в 1986 году. Активно произведения писателя начали издаваться с 1987 года, большинство из его работ переведены на немецкий, итальянский, японский, испанский, русский, польский, финский и французский языки.
Самую большую популярность Кнааку принесли циклы романов «Dragonrealm» и «Dragonlance».

### Dragonlance
1. Серия
  1. Хозяин копья (The Legend of Huma, 1988)
  2. Минотавр Каз (Kaz The Minotaur, 1990)
  3. Земля минотавров (Land of The Minotaurs, 1996)
  4. Пираты кровавого моря (Reavers of The Blood Sea, 1999)
  5. Цитадель (The Citadel, 2000)
2. Войны минотавров (The Minotaur Wars)
  1. Ночь крови (Night of Blood, 2003)
  2. Кровавый прилив (Tides of Blood, 2004)
  3. Империя крови (Empire of Blood, 2005)
3. Трилогия великанов титанов (The Orge Titans Trilogy)
  1. Длинный перст (The Black Talon, 2007)
  2. Горящая роза (The Fire Rose, 2008)
  3. Король горгулий (The Gargoyle King, 2009)

### The Dragonrealm
1. Серия
  1. Огненный дракон (Firedrake, 1989)
  2. Ледяной дракон (Ice Dragon, 1989)
  3. Волчий шлем (Wolfhelm, 1990)
  4. Теневой конь (Конь-призрак) (Shadow Steed, 1990)
2. Истоки Dragonrealm
  1. Страна за пеленой (The Shrouded Realm, 1991)
  2. Дети дрейка (Children of the Drake, 1991)
  3. Книга дракона (Dragon Tome, 1992)
3. Продолжение Dragonrealm
  1. Кристальный дракон (The Cristal Dragon, 1993)
  2. Драконья корона (The Dragon Crown, 1994)
  3. Королевский конь (The Horse King, 1997)
4. Легенды Dragonrealm (коллекционное издание, включающее «Огнедышащий дракон», «Ледяной дракон» и «Волчья власть») (2009)

### Warcraft
1. Серия
  1. Месть орков (Day      of The Dragon, 2001)
  2. Ночь дракона (Night of The Dragon, 2008)
  3. Ярость бури (Stormrage, 2010)
2. Война древних (The War of the Ancients Saga) 
  1. Источник вечности (The Well of Eternity, 2004)
  2. Душа демона (The Demon Soul, 2004)
  3. Раскол (The Sundering, 2005)
3. Архив Warcraft (коллекционное издание, включающее     «День дракона») (2006)
4. Архив Войны древних (коллекционное издание, включающее всю трилогию) (2007)
5. День дракона (аудиокнига) (Day ot The Dragon Audiobook, 2008)
6. Сценарий комикса Warcraft: The Sunwell Trilogy

### Diablo
1. Серия
  1. Кровавое наследие (Legacy of Blood, 2001)
  2. Королевство тени (The Kingdom of Shadow, 2002)
  3. Луна паука (Moon of The Spider, 2006)
2. Война Греха (The Sin War)
  1. Право первородства (Birthright, 2006)
  2. Чешуя змеи (Scales of The Serpent, 2007)
  3. Скрытый пророк (The Veiled Prophet, 2007)
3. Архив Diablo (коллекционное издание, включающее «Кровавое наследие» и «Королевство тени») (2008)

### The Age of Conan
1. Бог в Луне (The God in The Moon, 2006)
2. Глаз Харона (The Eye of Charon, 2006)
3. Тихий враг (The Silent Enemy, 2006)

### Другие произведения
1. Король серых (King of The Gray, 1993)
2. Холодное крыло (Frostwing, 1995)
3. Маска Януса (The Janus Mask, 1995)
4. Летучий голландец (Dutchman, 1996)
5. Рубиновый огонь (Ruby Flames, 1999)
6. Миф о вожаке зверей (Beastmaster: Myth, 2009)